# Bushmills
Bushmills (Iers: Muileann na Buaise) is een plaats in het Noord-Ierse graafschap Antrim. De plaats telt 1319 inwoners. De oorsprong van de naam is de ligging van een molen aan de rivier de Bush.
In de omgeving ligt de Giant's Causeway, een rotsformatie die bestaat uit 40.000 basaltzuilen. Deze bezienswaardigheid staat sinds 1986 op de Werelderfgoedlijst.
Tussen de Giant's Causeway en Bushmills wordt een verbinding onderhouden door de Giant's Causeway & Bushmills Railway met behulp van smalspoorstoomtram. Deze toeristische tramverbinding is een voortzetting van een historische tramverbinding.

## Whiskey
In Bushmills is een bekende Ierse whiskeystokerij gevestigd, Old Bushmills Distillery, die haar vergunning in 1608 kreeg en daarmee de oudste distilleerderij met licentie ter wereld is. De distilleerderij is waarschijnlijk nog veel ouder. De eerste vermelding van het Aqua Vitae, het levenswater, dateert van 1276, toen de plaatselijke landeigenaar zijn troepen moed in liet drinken voor een veldslag.
Er worden zowel single malt als blended whiskeys gestookt onder de merknaam Bushmills. Als een van de weinige mag deze whiskey een 'oer-whiskey' genoemd worden. De Bushmills whiskey vormt namelijk de basis voor een diversiteit aan andere distillaten, maar ook voedingswaren en andere gebruiksartikelen.
De stokerij is een toeristenattractie met ongeveer 110.000 bezoekers per jaar.

## Afbeeldingen

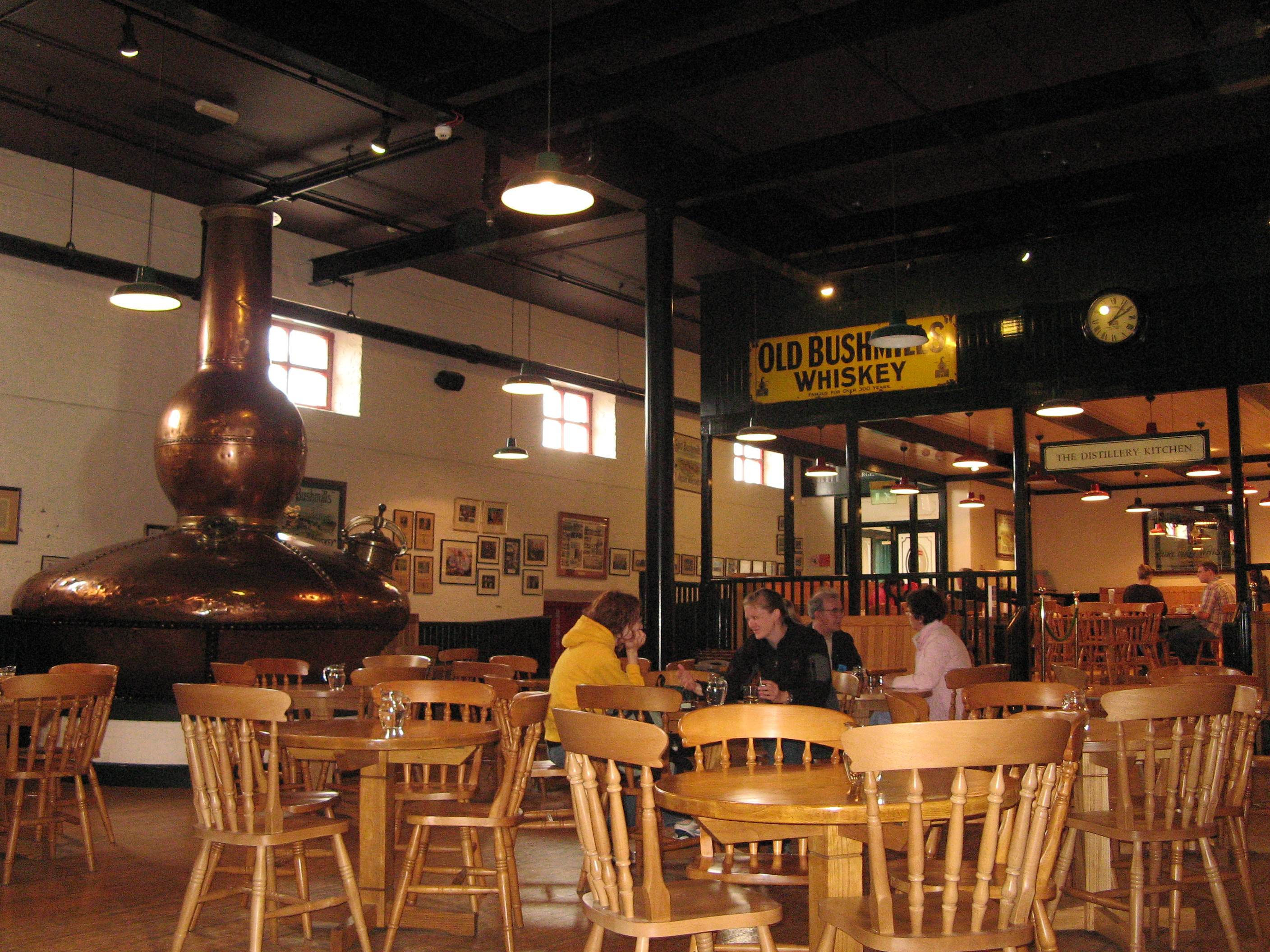
Old Bushmills
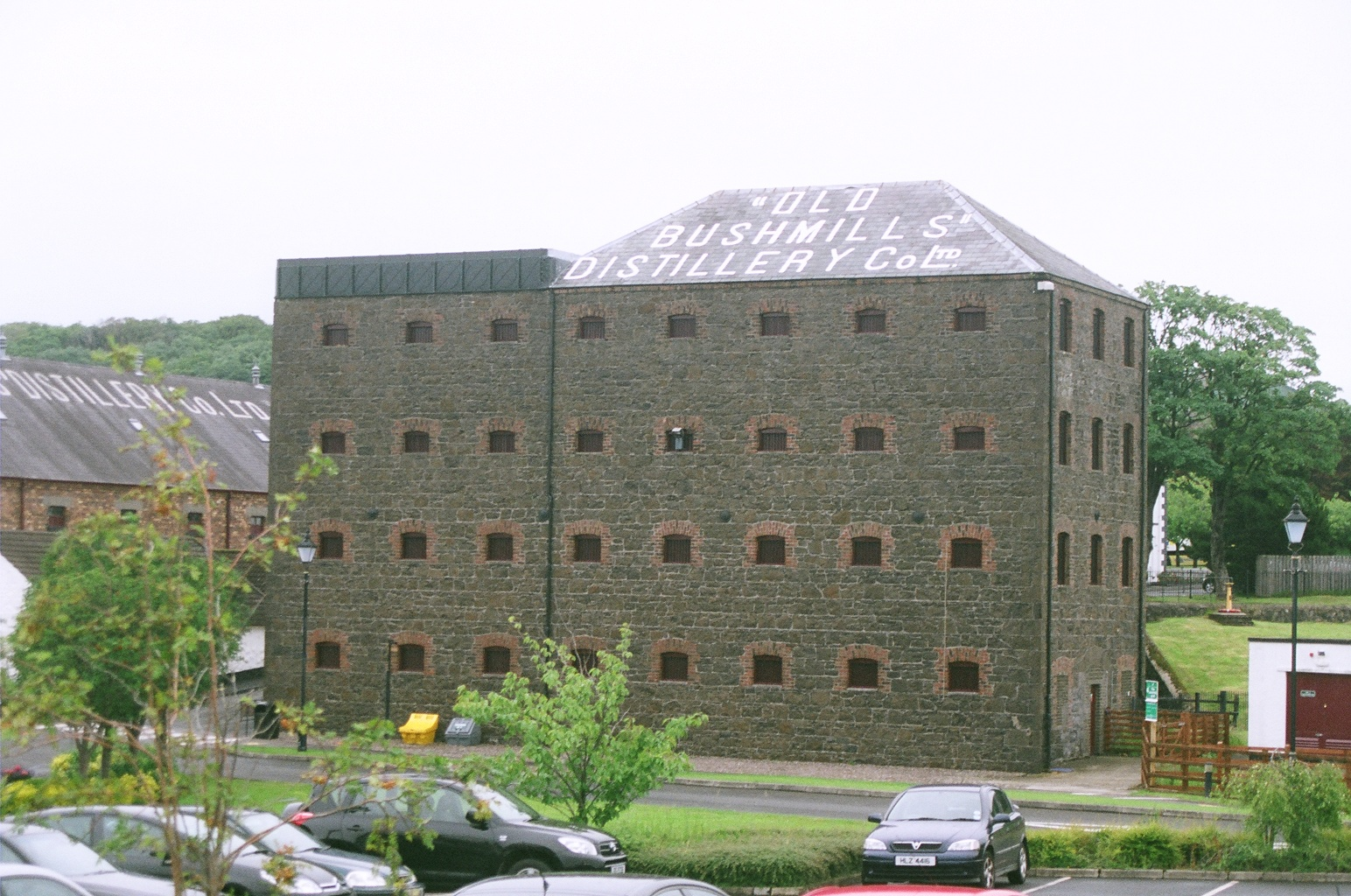
Het gebouw

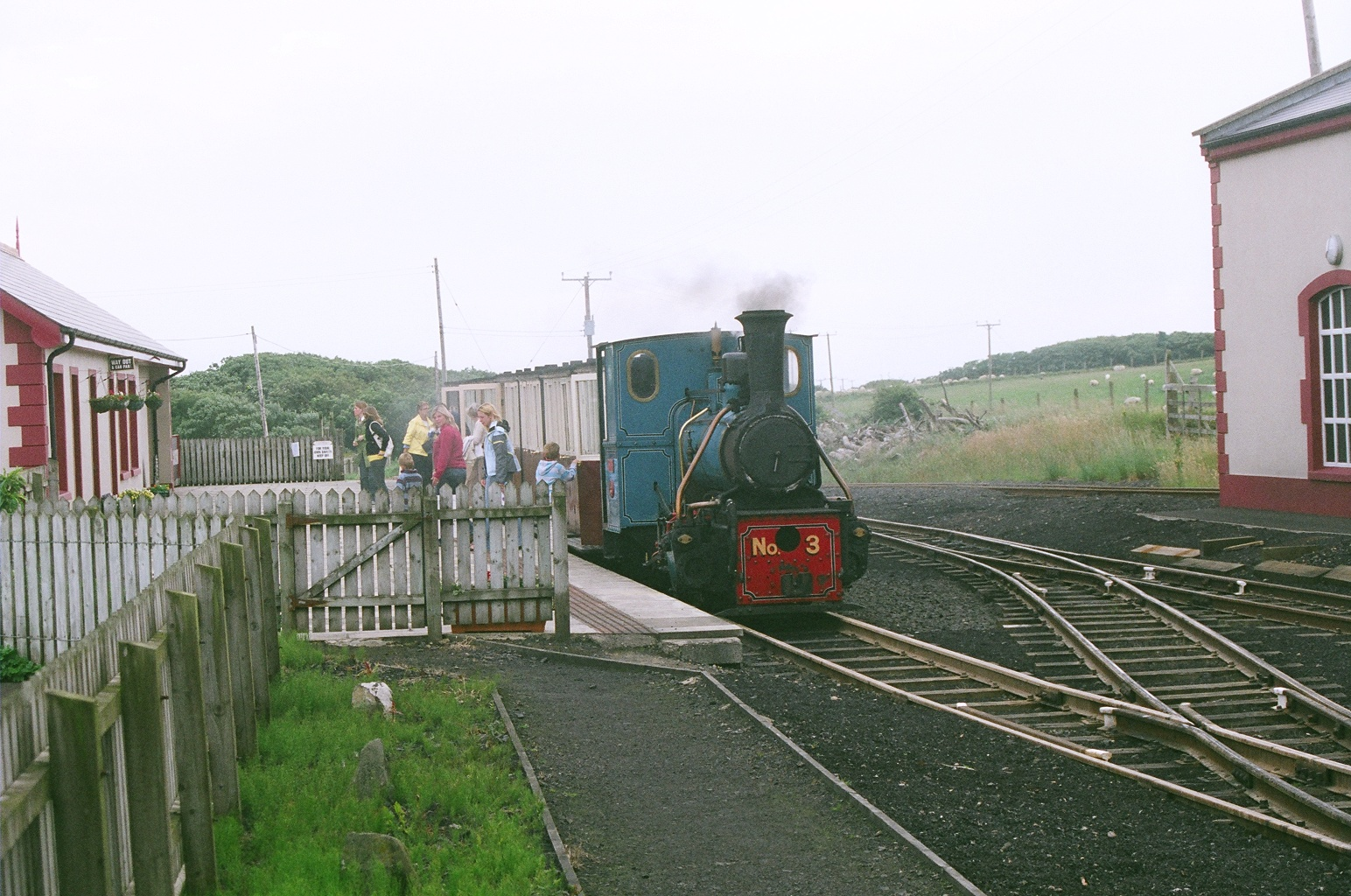
Giant's Causeway & Bushmills Railway
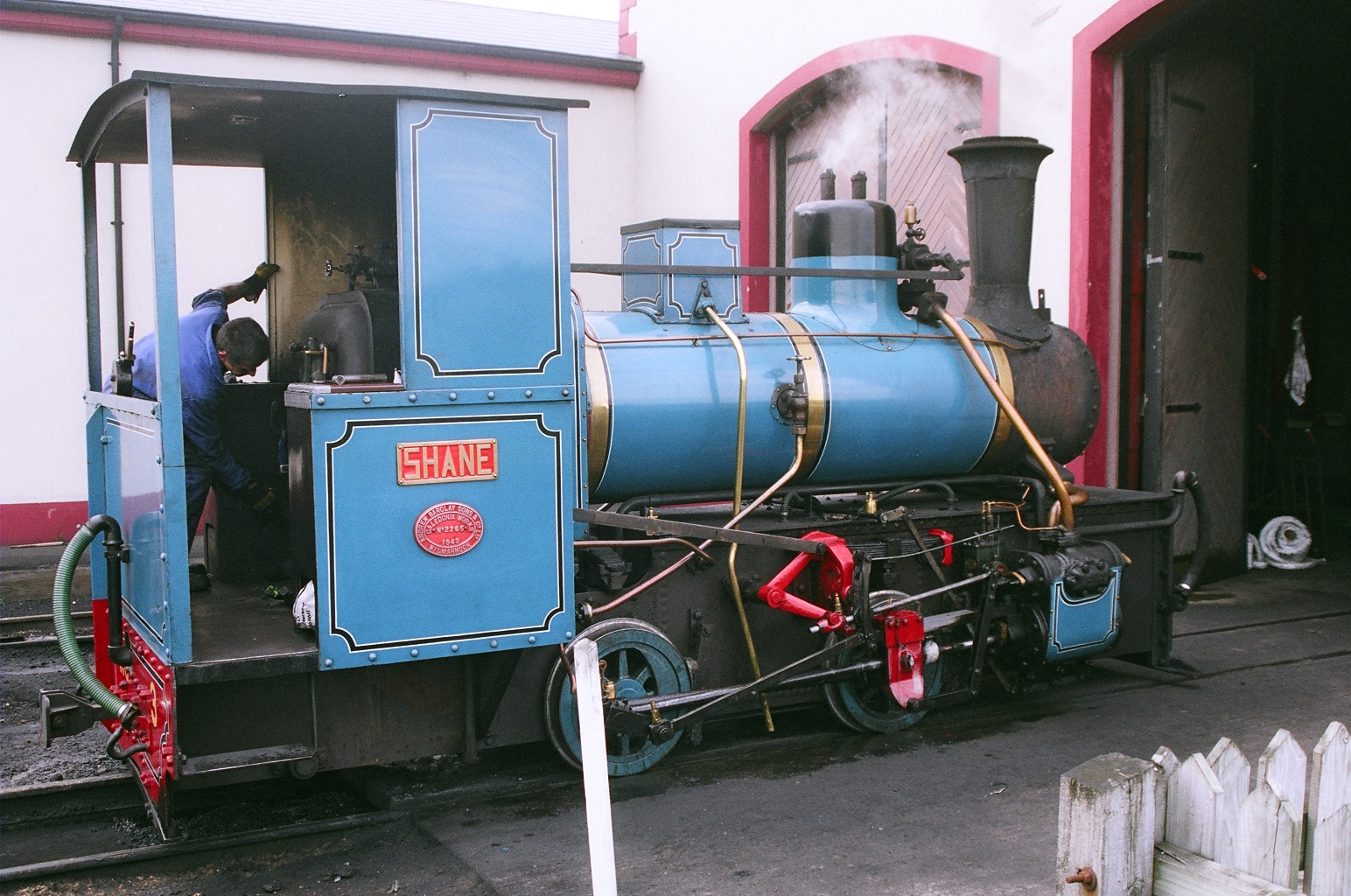
De stoomloc